# 壁屋懲教所
壁屋懲教所（英語：Pik Uk Correctional Institution）是香港懲教署轄下的高度設防懲教所，于1975年投入服務，地址為新界西貢清水灣道399號，用作收押男性年青還押犯人和定罪犯人。

## 爭議

### 不人道對待政治犯
香港效益主義黨主席劉康於2018年在壁屋懲教所還押期間，受到不人道對待，包括被懲教署人員「剝光豬」盤問政治問題、粗言穢語辱罵，以及用肩推撞。

### 懲教所人員襲擊在囚人士
2024年1月14日，一名還押在囚人士的家屬向壁屋懲教所投訴，指該名14歲未成年還押在囚人士曾被一名二級懲教助理襲擊，造成該名還押在囚人士肛門受傷流血，要求壁屋懲教所代為報警。懲教署同日按既定機制將個案轉交警方跟進調查，並將該名涉案人員停職。

## 知名在囚人士
- 黃之鋒，雨傘革命參與者
- 劉康，香港獨立政治人物，原審中被誤判罪成，後來上訴得直
- 陳同佳
- 劉馬車

## 外部連結
- 壁屋懲教所 （页面存档备份，存于）